# Chapelle de l'Immaculée-Conception de Sallanches
Pour les articles homonymes, voir Chapelle de l'Immaculée Conception.
La chapelle de l'Immaculée-Conception est un lieu de culte catholique de France, situé sur la commune de Sallanches en Haute-Savoie.

## Historique
Cette chapelle a été construite entre 1855 et 1857, sous le patronat de l'Immaculée-Conception. 